# Néguépié
Néguépié est une localité du Nord de la Côte d'Ivoire et appartenant au département de Tengréla, Région des Savanes. La localité de Néguépié est un chef-lieu de commune.